# German Borissowitsch Chan

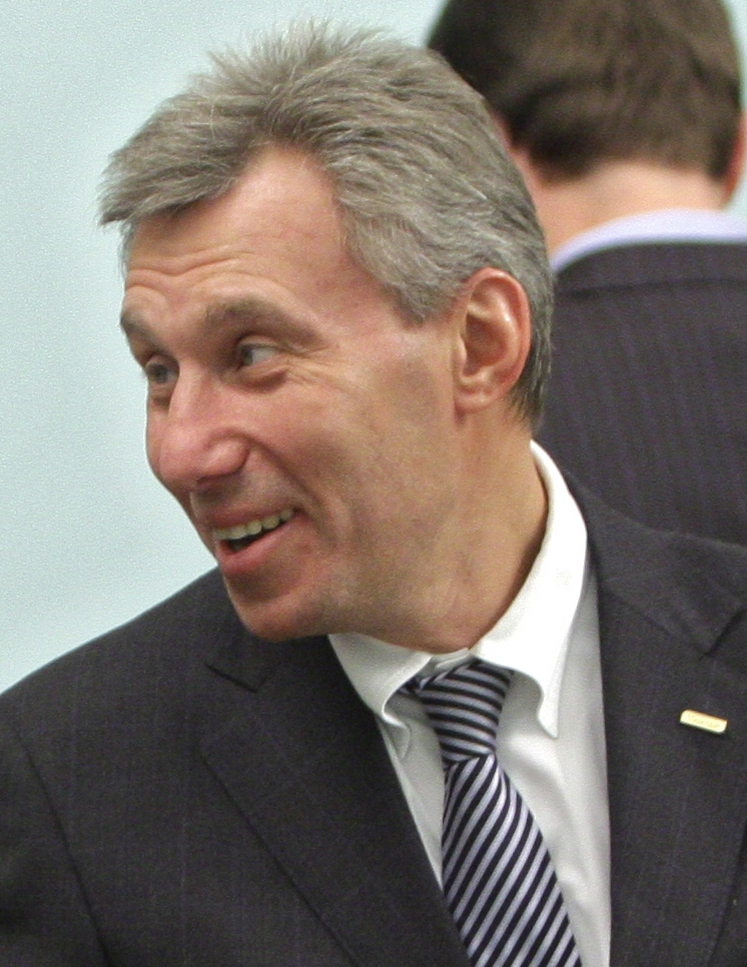
German Chan 2010

German Borissowitsch Chan (russisch Герман Борисович Хан; * 26. Oktober 1961 in Kiew) ist ein russischer Unternehmer und Hauptaktionär der Alfa-Group.

## Leben
Chan entstammt einer jüdischen Familie. Er studierte am Moskauer Institut für Stahl. 1989 gründete er die Kooperative „Alexandrina“, die auf den Schneidereibereich spezialisiert war. Anfang 1998 wurde er stellvertretender Vorstandsvorsitzender und erster Vizepräsident der Tyumen Oil Company.
1997 gründete er gemeinsam mit Michail Fridman und Alexei Kusmitschow das russische Unternehmen Alfa Group. 
Nachdem die Aktienanteile von TOC im März 2013 gänzlich an Rosneft verkauft worden war, verließ er den Konzern und übernahm im Juni desselben Jahres die Leitung des Unternehmens L1 Energy bei Alfa-Group, welches unter anderem die Investitionen im Öl- und Gassektor realisiert.
Nach Angaben des US-amerikanischen Forbes Magazine gehört Chan zu den reichsten Russen. Chan lebt in Moskau, ist verheiratet und hat mehrere Kinder.
Im März 2022 setzten die EU und das Vereinigte Königreich Chan auf eine Sanktionsliste.